# 泰穆爾·本·費薩爾
泰穆爾·本·費薩爾（阿拉伯语：‎，1886年—1965年1月28日）是馬斯喀特及阿曼蘇丹（1913年至1932年在位），費薩爾·本·圖爾基的兒子，賽義德王朝的成員。

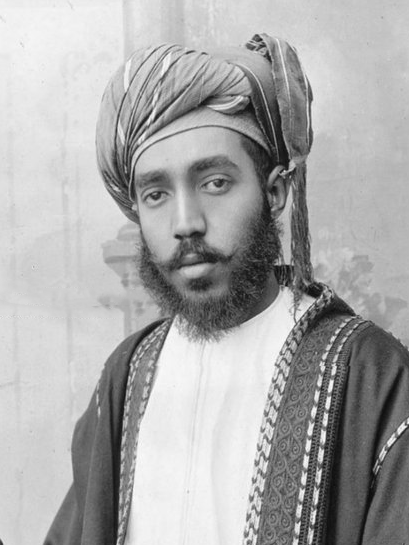
泰穆爾·本·費薩爾

泰穆爾·本·費薩爾上任後即面臨財務問題以及來自內陸部落的武力威脅。1920年，泰穆爾·本·費薩爾與阿曼伊瑪目國簽訂錫卜條約，授予後者自治地位。泰穆爾·本·費薩爾於1932年退位，將王位傳給兒子賽義德·本·泰穆爾。1965年泰穆爾·本·費薩爾於印度孟買去世。